# Triclistus occidentis
Triclistus occidentis är en stekelart som beskrevs av Henry Keith Townes, Jr. 1959. Triclistus occidentis ingår i släktet Triclistus och familjen brokparasitsteklar. Inga underarter finns listade i Catalogue of Life.